# Grešlové Mýto
Grešlové Mýto là một làng thuộc huyện Znojmo, vùng Jihomoravský, Cộng hòa Séc.